# OT Geminorum
OT Geminorum (OT Gem / HD 58050) es una estrella en la constelación de Géminis de magnitud aparente +6,45.
Se encuentra, de acuerdo a la nueva reducción de los datos de paralaje de Hipparcos, a unos 3000 años luz del sistema solar, si bien este valor es sólo aproximado, ya que el error en la medida de la paralaje es muy alto.
OT Geminorum es una estrella de la secuencia principal blanco-azulada de tipo espectral B2Ve.
Tiene una elevada temperatura superficial de 23.660 K y una luminosidad bolométrica —que incluye la radiación emitida en todo el espectro electromagnético— 33.000 veces superior a la del Sol.
Su radio es 7,1 veces más grande que el radio solar y gira sobre sí misma con una velocidad de rotación proyectada —límite inferior de la misma— entre 142 y 150 km/s.
Muy masiva, diversos estudios le asignan una masa de 12,5 - 13,2 masas solares, claramente por encima del límite a partir del cual las estrellas finalizan su vida explosionando en forma de supernova.
Su edad estimada es de 15,4 millones de años.
OT Geminorum es una «estrella Be», lo que significa que su espectro muestra líneas de emisión prohibidas provenientes de un disco circunestelar formado por la pérdida de masa y la rápida rotación.
Otras estrellas incluidas en este grupo son α Arae y δ Centauri.
Al igual que en otras estrellas Be, se ha detectado un débil campo magnético (Bz = -101 ± 35 G) en OT Geminorum.
Además, está catalogada como variable Gamma Cassiopeiae, siendo su variación de brillo de 0,44 magnitudes.